# William H. Frankhauser
William Horace Frankhauser (* 5. März 1863 im Wood County, Ohio; † 9. Mai 1921 in Battle Creek, Michigan) war ein US-amerikanischer Politiker. Im Jahr 1921 vertrat er den Bundesstaat Michigan im US-Repräsentantenhaus.

## Werdegang
Im Jahr 1875 zog William Frankhauser mit seinen Eltern nach Monroe in Michigan, wo er die öffentlichen Schulen besuchte. Danach studierte er an der Michigan State Normal School in Ypsilanti sowie am Oberlin College in Ohio. Anschließend unterrichtete er einige Jahre als Lehrer. Nach einem Jurastudium und seiner im Jahr 1891 erfolgten Zulassung als Rechtsanwalt begann er in Hillsdale in seinem neuen Beruf zu arbeiten. Zwischen 1896 und 1903 fungierte er im dortigen Hillsdale County als Bezirksstaatsanwalt.
Politisch war Frankhauser Mitglied der Republikanischen Partei. Bei den Kongresswahlen des Jahres 1920 wurde er im dritten Wahlbezirk von Michigan in das US-Repräsentantenhaus in Washington, D.C. gewählt, wo er am 4. März 1921 die Nachfolge von John M. C. Smith antrat. Zu diesem Zeitpunkt war Frankhauser bereits in einem schlechten Gesundheitszustand. Er konnte an keiner Kongresssitzung teilnehmen und war Patient in einem Krankenhaus in Battle Creek. Dort beging er am 9. Mai 1921 Selbstmord. Nach einer Nachwahl fiel sein Abgeordnetenmandat wieder an seinen Vorgänger John Smith.